# Leptotarsus cinerascens
Leptotarsus cinerascens är en tvåvingeart som först beskrevs av Frederick Askew Skuse 1890.  Leptotarsus cinerascens ingår i släktet Leptotarsus och familjen storharkrankar. Inga underarter finns listade i Catalogue of Life.